# Allocapnia virginiana
Allocapnia virginiana är en bäcksländeart som beskrevs av Theodore Henry Frison 1942. Allocapnia virginiana ingår i släktet Allocapnia och familjen småbäcksländor. Inga underarter finns listade i Catalogue of Life.